# Beța
Beța (węg. Magyarbece) – wieś w Rumunii, w okręgu Alba, w gminie Lopadea Nouă. W 2011 roku liczyła 398 mieszkańców.